# Lauterborniella fuscoguttata
Lauterborniella fuscoguttata är en tvåvingeart som först beskrevs av Jean-Jacques Kieffer 1922.  Lauterborniella fuscoguttata ingår i släktet Lauterborniella och familjen fjädermyggor. Inga underarter finns listade i Catalogue of Life.